# Hans Ulrik

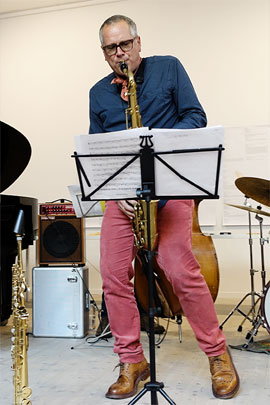
Hans Ulrik 2015
Foto Hreinn Gudlaugsson

Hans Ulrik (* 28. September 1965 in Kopenhagen) ist ein dänischer Jazzsaxophonist und Bandleader.
Ulrik studierte von 1984 bis 1986 am Berklee College of Music in Boston. Er setzte seine Studien bis 1987 und bei einem erneuten Aufenthalt 1996 in New York City fort. Seit 1987 war er Bandleader verschiedener Gruppen: Pinoccio (1987), Hans Ulrik Fusion (1988–1989), Ulrik/Hess Quartet (1989–1990), Hans Ulrik Group (1991–1995), Wombat (1995–1998), Hans Ulrik Jazz & Mambo (1998–2003) und Hans Ulrik Quartet (ab 2003).
Neben verschiedenen dänischen Jazzpreisen erhielt Ulrik beim Europäischen Jazzwettbewerb in Leverkusen 1988 den Preis als bester Solist und 1990 den dritten Preis beim Jazzfestival in Rom. 2002 unternahm er eine Tournee durch China, Hongkong, Malaysia und Australien. 2005 trat er mit Steve Swallow beim Montreal Jazz Festival auf.

## Diskographie
- Fusion mit Frans Bak, Jens Melgaard, Klavs Menzer, 1989
- Ulrik/Hess Quartet mit Nikolaj Hess, Hugo Rasmussen, Aage Tanggaard, Liesbeth Diers, 1990
- Day after Day mit John Abercrombie, Niels Lan Doky, Gary Peacock, Adam Nussbaum, Mino Cinelu, 1992
- Strange World mit Lars Jansson, Lars Danielsson, Andres Kjellberg, Marilyn Mazur, Mona Larsen, 1994
- Danske Sange mit Thomas Clausen, Anders Jormin, 1998
- Jazz and Mambo mit Jacob Christoffersen, Niclas Knudsen, Anders Christensen, Mikkel Hess, Rune H. Olesen, 1999
- Short Cuts mit John Scofield, Lars Danielsson, Peter Erskine, 2000
- Jazz & Latin Beats mit Jacob Christoffersen, Niclas Knudsen, Anders Christensen, Mikkel Hess, Liesbeth Diers, 2001
- Morten Ramsbøl Group Featuring Joey Baron Short Stay (Music Mecca 2002, mit Jesper Nordenström, Uffe Steen)
- Danish Standards mit Niclas Knudsen, Nikolai Munch Hansen, Mikkel Hess, Liesbeth Diers, 2003
- Blue & Purple mit Peter Dahlgren, Fredrik Lundin, Jonas Westergaard, Mikkel Hess, 2004
- Tin Pan Aliens mit Steve Swallow, 2004
- Klüvers Big Band Featuring Hans Ulrik Other People Other Plans (2005)
- Tribal Dance mit Jacob Christoffersen, Anders Christensen, Mikkel Hess, 2006
- Believe in Spring mit Steve Swallow, Jonas Johansen, Bobo Stenson, Ulf Wakenius, 2008
- Hans Ulrik, Benjamin Koppel, Jon Balke, Palle Danielsson, Alex Riel The Adventures of a Polar Expedition (Cowbell Music), 2010
- Hans Ulrik & Lars Jansson Trio Equilibrium (Stunt Records), 2013
- Suite of Time (Stunt Records), mit Peter Rosendahl, Henrik Gunde, Kaspar Vadsholt, Anders Mogensen sowie Marilyn Mazur, 2015
- The Meeting mit Anders Mogensen, Niclas Knudsen und Steve Swallow, 2020
- In a Sentimental Mood (AMM Records, 2021)